# Flughafen Torp

i7
i11
i13
Der Flughafen Sandefjord-Torp (norw. Sandefjord lufthavn, Torp, IATA-Code: TRF, ICAO-Code: ENTO) ist ein internationaler norwegischer Flughafen bei Sandefjord. Obwohl er etwa 86 km von Oslo entfernt ist, bezeichnen ihn einige Fluggesellschaften auch als Flughafen Oslo-Torp.

## Lage und Verkehrsanbindung
Der Flughafen liegt etwa 86 km südlich von Oslo und 6 km nördlich von Sandefjord nahe der Europastraße 18. Stündlich halten die Züge der Vestfoldbane am gleichnamigen Haltepunkt in Flughafennähe. Von und zum Flughafen besteht eine kostenlose Shuttlebusverbindung.

## Geschichte
Obwohl die norwegische Regierung klargestellt hatte, dass sie dort keine Stationierung amerikanischer Truppen zulassen werde, bot die NATO 1952 an, bei Sandefjord einen Flughafen zu finanzieren. Am 2. Juli 1956 wurde der Flughafen eingeweiht, ab 1958 gab es parallel auch eine zivile Nutzung des Flughafens. 1997 nahm Ryanair den Flughafen in ihr Streckennetz auf, der heute überwiegend von Billigfluggesellschaften bedient wird.

## Verkehrszahlen
| Jahr | Fluggastaufkommen | Luftfracht (Tonnen) (mit Luftpost) | Flugbewegungen (mit Militär) |
| ---- | ----------------- | ---------------------------------- | ---------------------------- |
| 2017 | 1.965.558         | -                                  | 38.515                       |
| 2016 | 1.455.264         | -                                  | 35.580                       |
| 2015 | 1.542.541         | -                                  | 37.167                       |
| 2014 | 1.763.673         | 0,001                              | 38.406                       |
| 2013 | 1.856.300         | 24                                 | 42.139                       |
| 2012 | 1.714.537         | 331                                | 39.797                       |
| 2011 | 1.350.115         | 467                                | 35.784                       |
| 2010 | 1.589.066         | 301                                | 38.686                       |
| 2009 | 1.847.683         | 365                                | 41.037                       |
| 2008 | 1.574.161         | 483                                | 40.017                       |
| 2007 | 1.495.131         | 520                                | 39.076                       |
| 2006 | 1.295.612         | 484                                | 37.180                       |
| 2005 | 1.195.293         | 242                                | 34.426                       |
| 2004 | 1.071.637         | 195                                | 34.720                       |
| 2003 | 1.094.908         | -                                  | 34.906                       |
| 2002 | 1.025.714         | 201                                | 38.658                       |
| 2001 | 770.982           | 0                                  | 34.373                       |
| 2000 | 761.964           | 0                                  | 35.565                       |
| 1999 | 683.974           | 5                                  | 61.100                       |